# Phryganodes erebusalis
Phryganodes erebusalis là một loài bướm đêm trong họ Crambidae.